# Американський солдат
«Американський солдат» (нім. Der amerikanische Soldat, англ. The American Soldier) — драма німецького кінорежисера Райнера Вернера Фасбіндера. Прем'єра у ФРН відбулася 9 жовтня 1970 року.

## Сюжет
Три мюнхенских поліцейських наймають вбивцю-найманця Рікі, американця родом з Мюнхена, який воював у В'єтнамі. Той повинен усунути кілька людей, яких вони як представники закону не можуть просто так, вбити. Перш ніж перейти до виконання першого завдання, Рікі зустрічається зі своїм старим знайомим Францем Вальшем. Його першою жертвою стає циган-гомосексуал; після цього він повинен вбити Магдалену Фуллер, дівчину, яка торгує порнографічними журналами та інформацією, але вбиває і її друга, бо застає того разом з нею. В готелі він замовляє собі дівчину, і портьє посилає до нього Розу фон Праунхайм, коханку одного з поліцейських. Вона закохується в Рікі. Рікі відвідує матір і брата. Отримавши останнє завдання вбити Розу фон Праунхайм, він не роздумуючи виконує його. На головному вокзалі розігрується фінальна сцена: поліцейські вбивають Рікі і Франца, яких відволікла поява матері та брата Рікі. Тоді як мати застигає в здивуванні, брат кидається на тіло Рікі. Заключний кадр знято у рапіді.

## Актори
- Карл Шейдт — Рікі
- Ельга Сорбас — Роза
- Жан Джордж — Ян
- Харк Бом — Док
- Маріус Айхер — поліцейський
- Маргарете фон Тротта — покоївка
- Уллі Ломмель — циган
- Катрін Шааке — Магдалена Фуллер
- Інгрід Кавен — співачка
- Єва Інгеборг Шольц — мати Рікі
- Курт Рааб — брат Рікі
- Ірм Херманн — повія
- Густл Датц — поліцейський президент
- Марквард Бом — приватний детектив, в тітрах не вказаний
- Райнер Вернер Фасбіндер — Франц, в тітрах не вказаний
- Пер Рабен — реєстратор у готелі, в тітрах не вказаний